# Heinrich Kruse
Heinrich Kruse, född den 15 december 1815 i Stralsund, död den 13 januari 1902 i Bückeburg, var en tysk dramatiker och publicist.
Kruse ingick 1847 i redaktionen av Kölnische Zeitung, vars huvudredaktör han var 1855–1872. Därefter bosatte han sig i Berlin. Kruse skrev historiska dramer: Die Gräfin (1868; 4:e upplagan 1872), som erhöll Schillerpriset, Wullenweber (1870; 4:e upplagan 1894), König Erich (1871; 2:a upplagan 1873), Brutus (1874; 2:a upplagan 1882), Marino Falieri (1876), Der Verbannte (1880; 2:a upplagan 1881), Raven Barnekow (1880), Alexei (1883), 
König Heinrich VII (1898) med flera. Kruses dramer utmärks av en kärnfull dialog, sinne för det karakteristiska samt en shakespeareskt brokig scenväxling. På den poetiska berättelsens område uppträdde Kruse 1880 med Seegeschichten, varjämte han skrev lustspel, Gedichte (1891) med mera. Kruse tillhörde i litteraturhistoriskt hänseende Münchenkretsen.